# Ivan Stariha
Ivan Stariha (partizansko ime Janko), slovenski partizan in narodni heroj, * 11. december 1922, Črnomelj, † 7. november 1942, padel v boju na Tolstem vrhu na planoti Dobrovlje.
Stariha je bil član ZKMJ že od leta 1938, leta 1940 pa je vstopil v KPS.  Avgusta 1941 se je vključil v Belokranjsko četo, kasneje pa se je pridružil Novomeški četi. V noči na 3.november 1941 je sodeloval pri napadu na Bučko in bil v boju ranjen. Po okrevanju se je vrnil v enoto in postal komandir Mokronoške čete. Od spomladi do avgusta 1942 je bil komandant bataljona in operativni oficir v 2. grupi odredov. Padel je v boju z nemškimi enotami na Tolstem vrhu na planoti Dobrovlje. Za narodnega heroja je bil proglašen 20. decembra 1951.